# Michael Vindfeldt
Michael Sønder Vindfeldt (født 22. december 1981 i Haderslev) er en dansk advokat og socialdemokratisk politiker, der siden 1. januar 2022 har været borgmester i Frederiksberg Kommune som den første socialdemokrat nogensinde. Han støttes af en koalition, der foruden Socialdemokratiet omfatter SF, Enhedslisten og Radikale Venstre. Hermed blev 112 års konservativt styre i kommunen afsluttet.
Michael Vindfeldt er matematisk student fra Munkensdam Amtsgymnasium i Kolding i 2001 og cand.jur. fra Københavns Universitet i 2008. Han har blandt arbejdet hos Kammeradvokaten og fra 2015 som partner i Sirius Advokater, hvor han var specialiseret i entrepriseret og lejeret. Han har pr. 2023 orlov fra denne stilling og har deponeret sin advokatbestalling.
Vindfeldt begyndte sin politiske løbebane i DSU. Hans store politiske forbillede var Svend Auken, hvis indsats på klima- og miljøområdet, Michael Vindfeldt allerede som 15-årig var inspireret af.
Han blev valgt til kommunalbestyrelsen i Frederiksberg første gang i 2005 og har været rådmand, dvs. medlem af magistraten, i kommunen siden 2014. Han blev 2. viceborgmester i april 2015 efter Katrine Lester som udtrådte af kommunalbestyrelsen.
Forud for valget i 2021, hvorefter han blev borgmester, lovede han ikke at hæve kommuneskatten. Det skete dog alligevel med virkning fra nytår 2024, hvilket han begrundede med, at Frederiksberg blev særligt hårdt ramt af udligningen.
Politisk har han og flertallet bag ham blandt andet markeret sig på et ønske om at sikre en mere blandet by, hvilket har udmøntet sig i et krav om, at 25 procent af al nybyggeri er skal være almene boliger.
I den offentlige debat har Michael Vindfeldt markeret sig som 'storby-socialdemokrat' og flere gange talt partiledelsen imod, blandt andet ved at gøre opmærksom på, at Socialdemokratiets vælgertab i byerne kan koste partiet magten. Han har også talt for, at socialdemokrater burde anerkende, at kultur ikke kun er håndbold og popmusik. Han advokerede i sommeren 2022 for, at ansvaret for personer med handicap skulle overflyttes fra kommunerne til staten, idet kommunerne har meget svært ved at styre området økonomisk.
Sammen med en række andre socialdemokratiske borgmestre kritiserede han i september 2023 sin egen formand, statsminister Mette Frederiksen for at have sagt, at der er penge nok i Danmark. Udtalelsen kom synkront med budgetlægningen for 2025, hvor Frederiksberg skulle spare 200 millioner kroner.
Han blev i december 2023 slået til ridder af Dannebrog af Dronning Margrethe og er dermed en af de sidste, der har fået et ridderkors med dronningens monogram.
Vindfeldt er gift med Tildde, som han har to børn med.